# BookMooch
A BookMooch egy nemzetközi online könyvcsere-közösség, amelyet John Buckman alapított 2006-ban. A tagság mindenki számára nyitott és ingyenes, jelenleg mintegy 74 000 tagja van a közösségnek több mint 90 országban. Naponta mintegy 2 000 könyv cserél gazdát. Nagyon hasonló elvek szerint működik a 2012-ben indított Rukkola.hu magyar internetes oldal is.

## Az oldal leírása
A BookMooch lehetővé teszi a felhasználók számára, hogy egy pontrendszer segítségével cseréljenek ingyenesen könyveket. A tagok úgy szerezhetnek pontokat, hogy hozzáadnak olyan könyveket a rendszerhez, amelyeket hajlandók elcserélni, könyveket küldenek másoknak kérésükre, illetve véleményt írnak más felhasználókról, miután küldeményt kaptak tőlük. Az így megszerzett pontokat lehet felhasználni könyvek megszerzésére. A nemzetközi beszerzéshez több pontra van szükség, mint az országon belülihez.
A tagok saját profiloldalt is készíthetnek, ahol információkat adhatnak meg magukról, a könyvek állapotáról és a korábbi tranzakciókról. A kívánságlistán pedig megjeleníthetik azokat a könyveket, amelyeket meg szeretnének szerezni. Ha rendelkezésre áll egy ilyen könyv, a rendszer e-mailben értesítést küld a felhasználónak.
A regisztrációt követően gyakorlatilag azonnal megkezdődhet a könyvcsere, hiszen tíz saját könyv feltöltése után a felhasználó egy pontot kap, amivel már - legalábbis saját országából - megszerezhet egy kötetet.

## Külső hivatkozások
- BookMooch.com
- BookMooch Blog